# خار چانه‌ای
خار چانه‌ای (انگلیسی: Mental spine) دکمه‌مانندی کوچک روی حاشیه پائینی برجستگی چانه‌ای فک پایین است. به طور معمول چهار خار چانه‌ای وجود دارد: دو خار در بالا و دو خار در پایین. به این چهار خار جمعاً زائده‌های چانه‌ای یا زوائد زنخی (Genial tubercle) هم گفته می‌شود.
دو زائده بالایی به نام چانه‌ای‌زبانی و زوائد پایین به نام چانه‌ای‌لامی هستند که ماهیچه چانه‌ای‌لامی به آن متصل می‌شود.

## نگارخانه

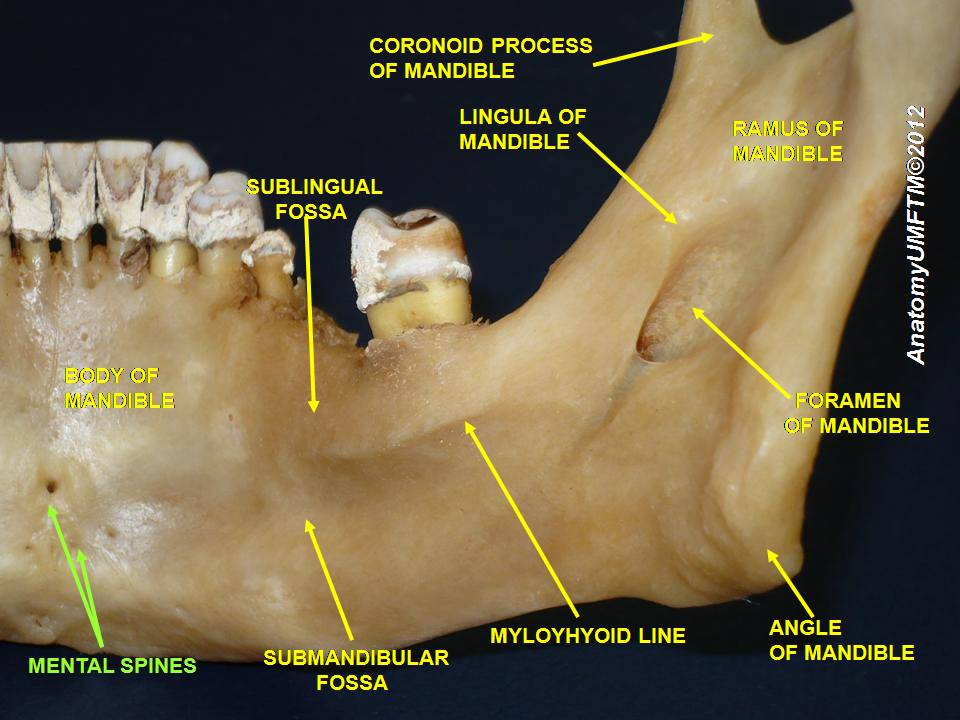